# Marco Gemmani
Marco Gemmani (Rimini, 11 juin 1958) est un chef de chœur et compositeur italien, directeur de la Cappella Marciana de la basilique Saint-Marc à Venise.

## Biographie
Enfant prodige, à quatre ans, il jouait du piano. À sept ans, il a commencé à étudier le violon.
Il a fait ses études au Conservatoire de Bologne, où il a obtenu des diplômes de violon, de composition et de direction d'orchestre.
Il a fondé et a été membre de l'orchestre Accademia Bizantina de Ravenne. Il a été directeur des chœurs: In terra viventium, Kairòs, Accademia Bizantina et Creator Ensemble, avec lesquels il a donné de nombreux concerts en Europe.
En 1990, il est devenu professeur de musique chorale et de direction chorale au conservatoire Benedetto Marcello de Venise, institution dont il a été nommé directeur adjoint. De 1991 à 2000, il a été maître de chapelle à Rimini.
En mars 2000, il a été nommé par le Patriarche de Venise, le cardinal Marco Cé, maître de chapelle de la Basilique Saint-Marc à Venise succédant au maître Roberto Micconi. C'est le deuxième directeur de la Cappella Marciana issu de Rimini, après le grand Matteo Tosi, qui a dirigé l'institution dans la première moitié du XXe siècle.

## Publications
Il est l'auteur de nombreuses transcriptions et de recherches musicologiques dans le domaine de la polyphonie vocale ancienne et plus particulièrement de la musique vénitienne. Il a publié deux livres sur les compositeurs nés à Rimini, Alessandro Grandi (1993) et Giovanni Piccioni (1995). En 1999, il a publié une édition critique avec la transcription complète du IV Libro di Laudi della Congregazione dell'Oratorio de Francesco Soto. Il s'est occupé de plusieurs expositions dont une en 1994 sur Giovanni Pierluigi da Palestrina.

## Distinctions
- Chevalier de l'ordre de Saint-Sylvestre

## Discographie
Il a à son actif divers enregistrements pour les labels Frequenz et Denon. Quelques titres :
- Arcangelo Corelli: Opera Omnia. Accademia Bizantina - Carlo Chiarappa Europa Musica (Koch)
- cd allegato al Quaderno delle Notti Malatestiane 2006. Giovanni Piccioni e Niccolò Zingarelli a cura di Emilio Sala Raffaelli Editore - Rimini